# Портрет Николая Филипповича Емельянова
«Портрет Николая Филипповича Емельянова» — картина Джорджа Доу и его мастерской из Военной галереи Зимнего дворца.
Картина представляет собой погрудный портрет генерал-майора Николая Филипповича Емельянова из состава Военной галереи Зимнего дворца.
С начала Отечественной войны 1812 года полковник Емельянов был шефом Кексгольмского пехотного полка, отличился в Бородинском сражении и в бою под Вязьмой. В Заграничных походах 1813 года сражался при Кульме и вскоре был произведён в генерал-майоры. В кампании 1813 года отличился в сражении при Арси-сюр-Обе и при взятии Парижа.
Изображён в генеральском мундире, введённом для пехотных генералов 7 мая 1817 года. Слева на груди звезда ордена Св. Анны 1-й степени; на шее кресты орденов Св. Владимира 3-й степени и прусского ордена Красного орла 2-й степени; на груди крест ордена Св. Георгия 4-го класса, серебряная медаль «В память Отечественной войны 1812 года» на Андреевской ленте и бронзовая дворянская медаль «В память Отечественной войны 1812 года» на Владимирской ленте. С тыльной стороны картины надпись: Emelianoff. Подпись на раме: Н. Ф. Емельяновъ 1й, Генералъ Маiоръ.
7 августа 1820 года Комитетом Главного штаба по аттестации Емельянов был включён в список «генералов, заслуживающих быть написанными в галерею» и 16 февраля 1822 года император Александр I приказал написать его портрет. Летом того же года Емельянов сообщал в Инспекторский департамент Военного министерства, что из-за болезни он в ближайшее время не сможет приехать в Санкт-Петербург для позирования художнику. Тем не менее спустя какое-то время встреча Емельянова и Доу состоялась. Гонорар Доу был выплачен 10 августа 1825 года и 21 июня 1827 года. Готовый портрет был принят в Эрмитаж 8 июля 1827 года. Поскольку предыдущая сдача готовых портретов в Эрмитаж состоялась 18 октября 1826 года, то галерейный портрет Емельянова можно считать исполненным между этими датами.